# アニタ・ムイ
アニタ・ムイ（梅 艷芳、広東語：梅 艷芳 (Mui4 Jim6-fong1)、英語: Anita Mui、1963年10月10日 - 2003年12月30日）は、香港の歌手・女優。歌謡や舞台など幅広い分野で活躍し1980年代以降絶大な人気を誇ったスーパースターであり、現代中国および香港を代表する女性歌手として今日でも敬愛されている。

## 来歴・人物
四人兄弟の末っ子として香港に生まれた。祖籍は広西省で、アニタ本人のみ香港生である。香港の1980年代を代表する女性歌手。28枚のアルバムと45本の映画を残す。幼少のころより、家計を助けるためにレストランやナイトクラブなどで歌手として活動していた。香港の新人登竜門・「新秀歌唱大賽」の第一回大会(1982)に出場、「風的季節」でグランプリを受賞し18歳でデビューして以来、トップシンガーとして香港歌壇に君臨。「各家庭に1枚ずつアニタ・ムイのレコードがある」と言われるほどの人気を誇った。1983年には第12回東京音楽祭に出場、「唇をうばう前に」を披露し、「アジア特別賞」 と  「TBS賞」 を獲得した。
日本では、ジャッキー・チェンやチャウ・シンチー映画の共演者として知られる。シリアスからアクションまで幅広い役柄をオールラウンドにこなすほど演技力が高く、主演・助演を問わず出演した映画は多いが、特にコメディエンヌとしての才能は非常に高く評価された。『ルージュ』においての彼女の演技は絶賛され、第8回香港電影金像奨最優秀主演女優賞・第24回金馬奨最優秀主演女優賞など賞を総なめにした。他に、『縁份』で第4回の、『半生縁』で第17回の香港電影金像奨最優秀助演女優賞を受賞している。
面倒見のよい人柄で多くの人たちに敬愛されていた。一時は近藤真彦との恋愛関係も噂され、アニタ自身1997年頃のインタビューで「いちばん印象に残った恋愛」に近藤との恋を挙げている。
敬虔な仏教徒でもあり、映画『濟公』（1993）で観音菩薩を演じ、2000年には『般若波羅蜜多心経』（歌詞は玄奘訳。作曲は林敏驄、編曲は倫永亮）を歌った。
2003年9月に子宮頸癌であることをメディアを通じて発表した。治療を続けながら病を押して芸能活動を継続し、11月には香港コロシアムでの数日にわたるコンサートも行ったが、ファンの願いかなわずこの年の12月30日に帰らぬ人となった。このコンサートの模様はDVDで観ることが出来る。実姉の梅愛芳も子宮頸癌でアニタと同じ40歳で亡くなっている。
1980年代以降の香港における国民的スターのひとりとして芸能界のみならず多方面に交友関係を持っていたアニタの死は社会に大きなショックを与え、各テレビ局では急遽年末年始の番組を大幅に変更し彼女の追悼番組を放送した。

## ディスコグラフィ

### 日本語のシングル
| 枚  | 発売日         | 商品番号  | 定価          | 発売元  | タイトル       | オリコン 最高位 | RIAJ認定 |
| --- | -------------- | --------- | ------------- | ------- | -------------- | --------------- | -------- |
| 1st | 1983年3月21日  | ETP-17472 | ¥ 700（税込） | 東芝EMI | 唇をうばう前に |                 |          |
| 2nd | 1983年11月21日 | ETP-17561 | ¥ 700（税込） | 東芝EMI | 白い花嫁       |                 |          |

### 広東語のアルバム
| 枚  | 発売日        | 商品番号  | 定価            | 発売元                         | タイトル | オリコン 最高位 | RIAJ認定 |
| --- | ------------- | --------- | --------------- | ------------------------------ | -------- | --------------- | -------- |
| 1st | 1995年8月25日 | PCD-14517 | ¥ 2,700（税込） | ブルース・インターアクションズ | 歌之女   |                 |          |

広東語アルバム
- 心債（1982年）
- 赤色梅艷芳（1983年）
- 飛躍舞台（1984年）
- 梅艷芳-似水流年（1985年）- 同名の原曲は喜多郎作曲「歓喜」
- 壞女孩（1985年）
- 梅艷芳-妖女（1986年）
- 梅艷芳-似火探戈（1987年）
- 梅艷芳-烈燄紅唇（1987年）
- 夢裡共醉（1988年）
- 淑女（1989年）
- In Brasil（1989年）- 『アゲイン/明日への誓い（アゲイン 男たちの挽歌III）』主題歌《夕陽之歌》（近藤真彦「夕焼けの歌」の広東語カバー）収録
- 封面女郎（1990年）
- 梅艷芳 -慾望野獸街（1991年）- (田原俊彦「ジャングルJungle」の広東語カバー)収録
- The Legend of the Pop Queen Part I & Part II（1992年）
- 是這樣的（1994年）
- 歌之女（1995年）
- 鏡花水月（1997年）
- 變奏（1998年）
- Larger Than Life（1999年）
- I'm So Happy（2000年）
- Anita Mui With（2002年）

国語（北京語）アルバム
- 親密愛人（1991年）
- 小心（1994年）
- 女人花（1997年）
- 床前明月光（1998年）
- 沒話說（1999年）

## 主な出演作品
- 君が好きだから（1984年）
- 新Mr.Boo!香港チョココップ（1986年）
- 殺したい妻たちへ（1986年）
- 新Mr.Boo! お熱いのがお好き（1986年）
- ツイ・ハークのゴーストホーム/13日の金曜日の妻たちへ（1987年）
- 開心物語 ときめき美少女隊（1987年）
- 復讐は夢からはじまる（1987年）
- 夫婦前妻（1987年）
- ルージュ（1988年） - 監督：スタンリー・クワン
- 独身貴族 別れてもダメな人（1988年）
- アゲイン/明日への誓い（アゲイン 男たちの挽歌III）（1989年）
- 奇蹟/ミラクル（1989年）
- 富貴兵團（1990年）
- 川島芳子（1990年）
- 愛と欲望の街 上海セレナーデ（1990年）
- 神鳥伝説（1991年）
- ゴッド・ギャンブラー・リターンズ（1991年）
- さらば英雄 愛と銃撃の彼方に（1991年）
- 戦神 ムーンウォリアーズ（1992年）
- THEマジック・クレーン（1993年）
- ワンダー・ガールズ 東方三侠（1993年）
- ワンダー・ガールズ 東方三侠2（1993年）
- マッドモンク 魔界ドラゴンファイター（1993年）
- ファイト・バック・トゥ・スクール3 秘密指令は氷の微笑（1993年）
- 酔拳2（1994年）
- レッド・ブロンクス（1995年）
- D&D 完全黙秘（1995年）
- ボクらはいつも恋してる! 金枝玉葉2（1996年）
- 三誓盟（1997年）  - 日本の神戸、京都、出石がロケ地
- 夜間飛行（2001年）
- ダンス・オブ・ドリーム（2001年）

## 出演予定だった作品
- LOVERS（2004年）[1]